# 허필홍
허필홍(許弼洪, 1964년 5월 15일~)은 대한민국의 정치인이다. 제41·43대 강원도 홍천군수(2010~2014, 2018~2022)이다.
홍천 출생으로, 강릉대학교 회계학과를 졸업하였다. 2002년부터 2010년까지 제4·5대(민선 3·4기) 홍천군의원을 지냈다.
2010년 지방 선거의 홍천군수 선거에서 당선, 제41대(민선 5기) 홍천군수를 지냈다. 2014년 재선에 도전했으나, 낙선하였다. 2018년 다시 선거에 출마해 홍천군수에 당선, 제43대(민선 7기) 홍천군수를 지냈다. 2022년 6월 제8회 전국동시지방선거에서 낙선하였다.

## 학력
- 홍천초등학교
- 홍천중학교
- 홍천고등학교
- 강릉대학교 회계학과 졸업

## 경력
- 대한적십자사봉사회 홍천지구협의회장
- 홍천군 사회복지협의체 위원장
- 제4대 강원 홍천군의회 의원(민선 3기, 강원 홍천군 홍천 제1선거구, 무소속, 초선)
- 제5대 강원 홍천군의회 의원(민선 4기, 강원 홍천군 가 선거구, 무소속, 재선)
- 제5대 강원 홍천군의회 의장
- 2010.07~2014.06 제41대 강원도 홍천군수(민선 5기, 무소속, 초선)
- 2017.04~ 더불어민주당 입당
- 2018.07~2022.06 제43대 강원도 홍천군수(민선 7기, 더불어민주당, 재선)
- 2023.07~ 더불어민주당 강원특별자치도당 홍천군·횡성군·영월군·평창군 지역위원회 위원장

## 전과
- 교통사고처리특례법위반, 도로교통법위반: 벌금 1,000,000원 - 1991년 4월 11일 선고[1]

## 역대 선거 결과
|  | 51.84% |

|  | 23.95% |

|  | 41.87% |

|  | 42.19% |

|  | 57.69% |

|  | 41.16% |

|  | 42.28% |